# Arpaia
Arpaia – miejscowość i gmina we Włoszech, w regionie Kampania, w prowincji Benewent.
Według danych na 1 stycznia 2022 roku gminę zamieszkiwało 1987 osób (987 mężczyzn i 1000 kobiet).